# Skin (Sängerin)

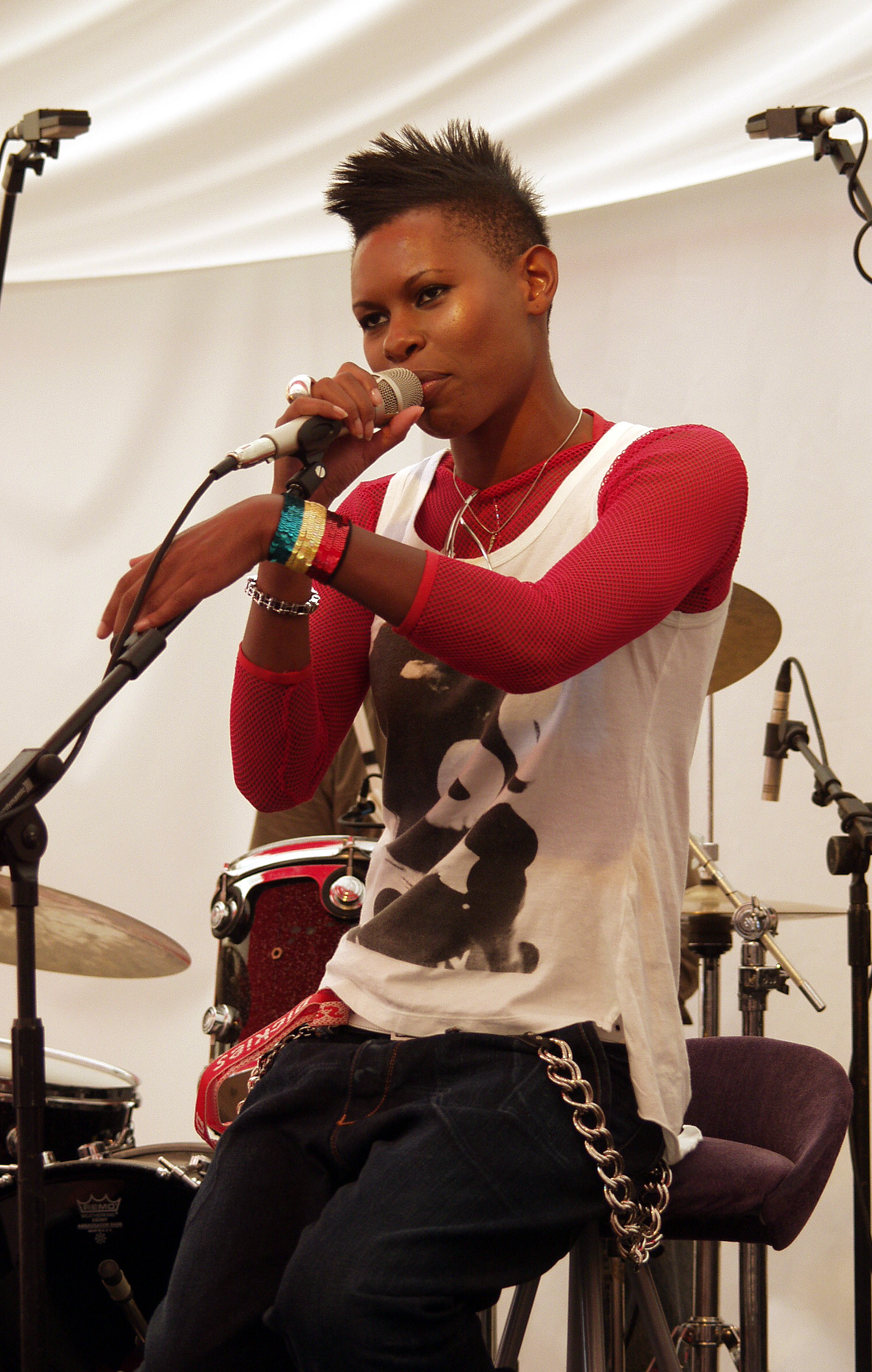
Skin 2003 solo …

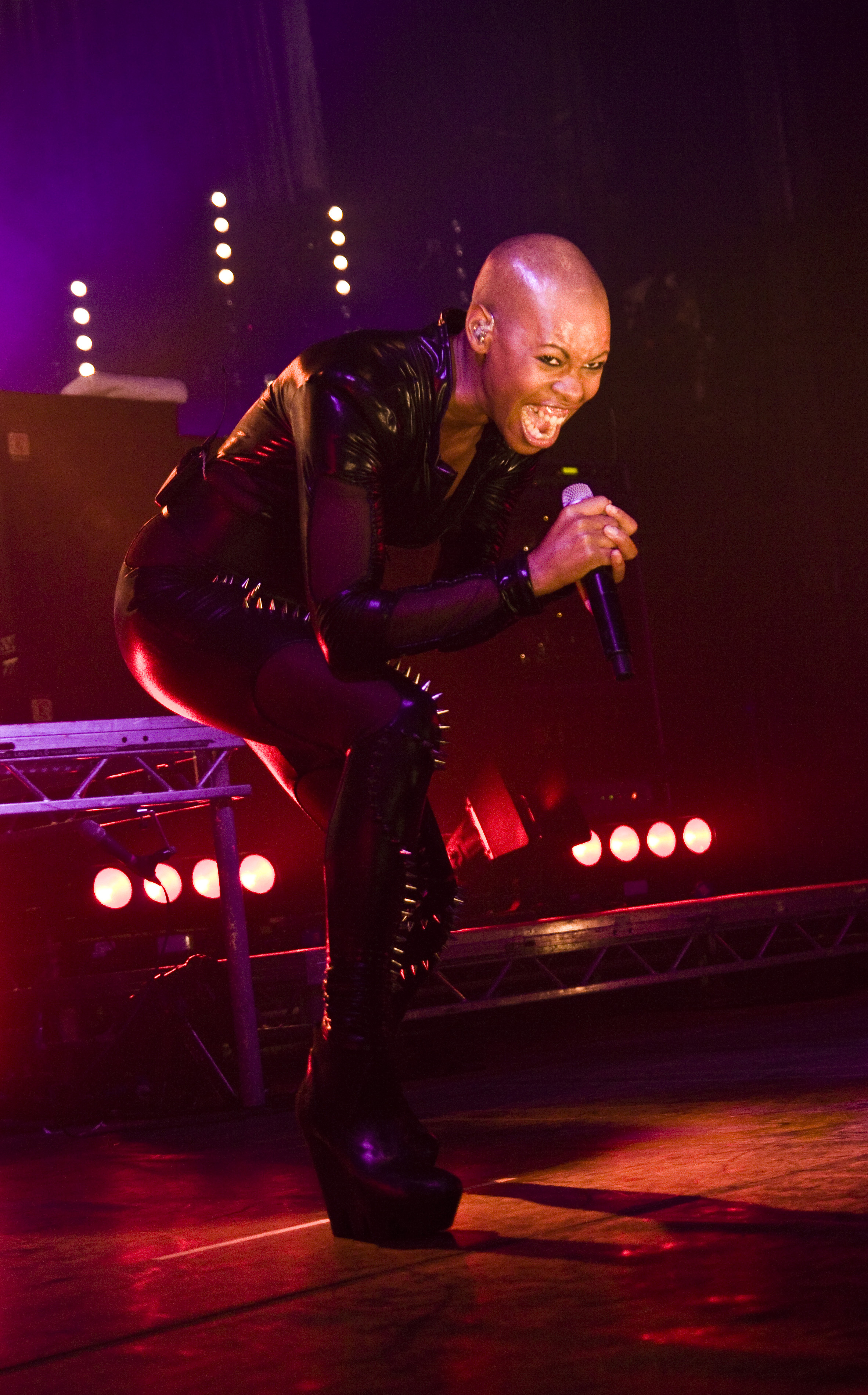
… und 2011 bei Skunk Anansie

Skin OBE (* 3. August 1967 in Brixton, London, Vereinigtes Königreich, bürgerlich Deborah Anne Dyer) ist eine britische Sängerin. Sie ist die Frontfrau von Skunk Anansie und war zeitweise auch als Solo-Künstlerin und DJ aktiv.

## Musikalische Karriere
Skins Künstlername geht aus ihrem Spitznamen seit Jugendtagen hervor und entspringt dem englischen Wort skinny, was dünn/mager heißt. Ihre Familie stammt aus Jamaika. Als im Jazz geschulte Sängerin schätzt sie z. B. auch Dionne Warwick und Stevie Wonder. Sie spielt gelegentlich Vibraphon und Theremin. 1994 wurde die Band Skunk Anansie mit Skin als Leadsängerin gegründet. Die Band veröffentlichte bisher zehn Alben, Paranoid & Sunburnt, Stoosh, Post Orgasmic Chill, Smashes and Trashes, Wonderlustre, Black Traffic, An Acoustic Skunk Anansie – Live in London, Anarchytecture, 25Live@25 und The Painful Truth.
Skin arbeitet auch mit anderen Künstlern zusammen. 1999 erschien das Gemeinschaftswerk Licking Cream der Band Sevendust als Single. Im Jahr 2000 wurde die Single Carmen Queasy von Skin und Maxim veröffentlicht. Im gleichen Jahr nahm Skin mit Tony Iommi den Song Meat und mit der Band Pale3 die Single You Can’t Find Peace auf.
Nach der Trennung von Skunk Anansie 2001 arbeitete Skin als Solo-Künstlerin weiter. 2003 erschien ihr Debütalbum Fleshwounds, das in den deutschen Charts Platz 18 erreichte. Während der Musikstil von Skunk Anansie als Alternative Rock umschrieben werden kann, setzt Skin mit diesem Album auf ruhigere Balladen. Als Singles kamen die Songs Trashed, Faithfulness und Lost (gemeinsam mit Getting Away With It) auf den Markt.
Im März 2006 erschien ihr zweites Album Fake Chemical State, das sich stark von Fleshwounds unterschied und musikalisch wieder mehr Rock- und Independent-Elemente aufwies. Vorab wurden die Singles Alone in My Room und Just Let the Sun veröffentlicht.
2009 fand die Reunion von Skunk Anansie statt.
2020 nahm Skin als Duck an der ersten Staffel von The Masked Singer teil, die sie am 1. Februar 2020 als Siebtplatzierte verlassen musste.
Sie hat sich öffentlich gegen den Brexit ausgesprochen.

## Diskografie

### Studioalben
| Jahr | Titel               | Höchstplatzierung, Gesamtwochen, AuszeichnungChartplatzierungen (Jahr, Titel, Platzierungen, Wochen, Auszeichnungen, Anmerkungen) | Höchstplatzierung, Gesamtwochen, AuszeichnungChartplatzierungen (Jahr, Titel, Platzierungen, Wochen, Auszeichnungen, Anmerkungen) | Höchstplatzierung, Gesamtwochen, AuszeichnungChartplatzierungen (Jahr, Titel, Platzierungen, Wochen, Auszeichnungen, Anmerkungen) | Höchstplatzierung, Gesamtwochen, AuszeichnungChartplatzierungen (Jahr, Titel, Platzierungen, Wochen, Auszeichnungen, Anmerkungen) | Höchstplatzierung, Gesamtwochen, AuszeichnungChartplatzierungen (Jahr, Titel, Platzierungen, Wochen, Auszeichnungen, Anmerkungen) | Anmerkungen                     |
| Jahr | Titel               | DE | AT | CH | UK | US | Anmerkungen                     |
| ---- | ------------------- | --- | --- | --- | --- | --- | ------------------------------- |
| 2003 | Fleshwounds         | DE18 (16 Wo.)DE | AT42 (10 Wo.)AT | CH13 (20 Wo.)CH | UK43 (2 Wo.)UK | — | Erstveröffentlichung: Mai 2003  |
| 2006 | Fake Chemical State | DE67 (2 Wo.)DE | AT44 (2 Wo.)AT | CH8 (9 Wo.)CH | — | — | Erstveröffentlichung: März 2006 |

### Singles
| Jahr | Titel Album                          | Höchstplatzierung, Gesamtwochen, AuszeichnungChartplatzierungen (Jahr, Titel, Album, Platzierungen, Wochen, Auszeichnungen, Anmerkungen) | Höchstplatzierung, Gesamtwochen, AuszeichnungChartplatzierungen (Jahr, Titel, Album, Platzierungen, Wochen, Auszeichnungen, Anmerkungen) | Höchstplatzierung, Gesamtwochen, AuszeichnungChartplatzierungen (Jahr, Titel, Album, Platzierungen, Wochen, Auszeichnungen, Anmerkungen) | Höchstplatzierung, Gesamtwochen, AuszeichnungChartplatzierungen (Jahr, Titel, Album, Platzierungen, Wochen, Auszeichnungen, Anmerkungen) | Höchstplatzierung, Gesamtwochen, AuszeichnungChartplatzierungen (Jahr, Titel, Album, Platzierungen, Wochen, Auszeichnungen, Anmerkungen) | Anmerkungen                                 |
| Jahr | Titel Album                          | DE | AT | CH | UK | US | Anmerkungen                                 |
| ---- | ------------------------------------ | --- | --- | --- | --- | --- | ------------------------------------------- |
| 2000 | Carmen Queasy Hell’s Kitchen         | DE74 (8 Wo.)DE | — | — | UK33 (2 Wo.)UK | — | Erstveröffentlichung: Mai 2000 mit Maxim    |
| 2002 | Good Times Ed’s Guest List           | — | — | — | UK49 (2 Wo.)UK | — | Erstveröffentlichung: Juli 2002 mit Ed Case |
| 2003 | Trashed Fleshwounds                  | — | — | CH98 (1 Wo.)CH | UK30 (2 Wo.)UK | — | Erstveröffentlichung: Mai 2003              |
| 2003 | Faithfulness Fleshwounds             | — | — | — | UK64 (1 Wo.)UK | — | Erstveröffentlichung: September 2003        |
| 2006 | Just Let the Sun Fake Chemical State | — | — | CH88 (2 Wo.)CH | — | — | Erstveröffentlichung: März 2006             |

Weitere Singles
- 2000: La canzone che scrivo per te (mit Marlene Kuntz)
- 2003: Lost / Getting Away with It
- 2005: Alone in My Room
- 2006: Purple
- 2008: Tear Down These Houses
- 2017: Not an Addict 2017 (mit K's Choice)